# Bulgaria en los Juegos Olímpicos de Calgary 1988
Bulgaria estuvo representada en los Juegos Olímpicos de Calgary 1988 por un total de 26 deportistas que compitieron en 7 deportes.  
El portador de la bandera en la ceremonia de apertura fue el biatleta Vladimir Velichkov. El equipo olímpico búlgaro no obtuvo ninguna medalla en estos Juegos.